# Round Grove Township (comté de Marion, Missouri)
Pour les articles homonymes, voir Round Grove Township.
Round Grove Township est un ancien township, situé dans le comté de Marion, dans le Missouri, aux États-Unis,.
Le township est fondé en 1833.

### Source de la traduction
- (en) Cet article est partiellement ou en totalité issu de l’article de Wikipédia en anglais intitulé « Round Grove Township, Marion County, Missouri » (voir la liste des auteurs).